# Lissy
Lissy és un municipi francès, situat al departament de Sena i Marne i a la regió de Illa de França. L'any 2007 tenia 190 habitants.
Forma part del cantó de Fontenay-Trésigny, del districte de Melun i de la Comunitat d'aglomeració Melun Val de Seine.

## Demografia

### Població
El 2007 la població de fet de Lissy era de 190 persones. Hi havia 72 famílies, de les quals 16 eren unipersonals (8 homes vivint sols i 8 dones vivint soles), 24 parelles sense fills, 28 parelles amb fills i 4 famílies monoparentals amb fills.
La població ha evolucionat segons el següent gràfic:
Habitants censats

### Habitatges
El 2007 hi havia 79 habitatges, 74 eren l'habitatge principal de la família, 1 era una segona residència i 4 estaven desocupats. 77 eren cases i 2 eren apartaments. Dels 74 habitatges principals, 66 estaven ocupats pels seus propietaris, 6 estaven llogats i ocupats pels llogaters i 2 estaven cedits a títol gratuït; 3 tenien dues cambres, 9 en tenien tres, 20 en tenien quatre i 42 en tenien cinc o més. 64 habitatges disposaven pel capbaix d'una plaça de pàrquing. A 29 habitatges hi havia un automòbil i a 42 n'hi havia dos o més.

### Piràmide de població
La piràmide de població per edats i sexe el 2009 era:
| Homes | Edats   | Dones |
| ----- | ------- | ----- |
| 0     | 95 o +  | 0     |
| 4     | 90 a 94 | 0     |
| 0     | 85 a 89 | 0     |
| 0     | 80 a 84 | 0     |
| 4     | 75 a 79 | 0     |
| 8     | 70 a 74 | 8     |
| 4     | 65 a 69 | 4     |
| 0     | 60 a 64 | 0     |
| 8     | 55 a 59 | 4     |
| 4     | 50 a 54 | 12    |
| 0     | 45 a 49 | 4     |
| 12    | 40 a 44 | 4     |
| 8     | 35 a 39 | 20    |
| 4     | 30 a 34 | 0     |
| 4     | 25 a 29 | 4     |
| 8     | 20 a 24 | 4     |
| 0     | 15 a 19 | 8     |
| 12    | 10 a 14 | 8     |
| 4     | 5 a 9   | 8     |
| 0     | 0 a 4   | 4     |

## Economia
El 2007 la població en edat de treballar era de 128 persones, 99 eren actives i 29 eren inactives. De les 99 persones actives 98 estaven ocupades (50 homes i 48 dones) i 1 aturada (1 home). De les 29 persones inactives 8 estaven jubilades, 14 estaven estudiant i 7 estaven classificades com a «altres inactius».

### Ingressos
El 2009 a Lissy hi havia 74 unitats fiscals que integraven 193 persones, la mediana anual d'ingressos fiscals per persona era de 22.875 €.

### Activitats econòmiques
Dels 6 establiments que hi havia el 2007, 2 eren d'empreses d'hostatgeria i restauració, 1 d'una empresa d'informació i comunicació, 1 d'una empresa immobiliària, 1 d'una empresa de serveis i 1 d'una empresa classificada com a «altres activitats de serveis».
L'únic servei als particulars que hi havia el 2009 era un restaurant.
L'any 2000 a Lissy hi havia 4 explotacions agrícoles.

## Equipaments sanitaris i escolars
El 2009 hi havia una escola elemental integrada dins d'un grup escolar amb les comunes properes formant una escola dispersa.

## Poblacions properes
El següent diagrama mostra les poblacions més properes.